# Аязгулова
Аязгулова — деревня в Аргаяшском районе Челябинской области. Административный центр Аязгуловского сельского поселения.

## География
Через деревню протекает река Зюзелка. Расстояние до районного центра, села Аргаяш, 6 км.

## Население
| 2002 | 2010 |
| ---- | ---- |
| 626  | ↗633 |

По данным Всероссийской переписи, в 2010 году численность населения деревни составляла 633 человека (299 мужчин и 334 женщины).
Проживают башкиры.

## Улицы
Уличная сеть деревни состоит из 7 улиц.

## Религия
В деревне есть мечеть.